# Ренесансово изкуство
Ренесансовото изкуство (1350 – 1620 г.  ) включва живописта, скулптурата и декоративните изкуства от периода на европейската история, известен като Ренесанс. То възниква като отделен стил в Италия около 1400 г., успоредно с настъпилото развитие във философията, литературата, музиката, науката и технологиите.
Ренесансовото изкуство взема за своя основа изкуството на класическата античност, възприемано като най-благородната от древните традиции, но трансформира тази традиция, като усвоява напредъка в изкуството на Северна Европа и прилага съвременните научни познания. Заедно с ренесансовата хуманистична философия, изкуството се разпространява из цяла Европа, засягайки както художниците, така и техните покровители, и подтиква развитието на нови техники и нова артистична чувствителност. Според историците на изкуството ренесансовото изкуство бележи прехода на Европа от Средновековието към Новото време.
Изкуството, включително живопис, скулптура, архитектура, музика и литература, идентифицирано като „ренесансово“, е създадено предимно през XIV, XV и XVI век в Европа под комбинираното въздействие на повишеното осъзнаване на природата, възраждането на класическите науки и променения възглед за човека като индивид. Все пак, учените вече не смятат, че Ренесансът бележи внезапно прекъсване на средновековните ценности, както се предполага от френската дума renaissance, буквално означаваща „прераждане“. Този преход не е рязък и в много части на Европа ранното ренесансово изкуство е създадено успоредно с късното средновековно изкуство (готика). По-скоро интересът към природата, възприемането на хуманистичните идеи и индивидуализмът, които вече присъстват в известна степен в Късното средновековие, започват да доминират през XV – XVI век в Италия едновременно с настъпването на социални и икономически промени като секуларизация на бита, възход на рационалната икономика, основана на парите и кредита и увеличена социална мобилност..

## Предпоставки
За появата на ренесансовото изкуство са сочени много фактори и те са същите, които влияят върху науката, философията, литературата, архитектурата и общо върху общественото развитие през периода. Някои от тях са:
- Изобретението на книгопечатането чрез ръчен набор означава, че идеите лесно се разпространяват и нараства броят на книгите, предназначени за най-широка публика.
- Класическите текстове по философия, литература, наука, задълго загубени за европейските учени, стават достъпни. Немалка роля играят и трудовете на ислямските учени, особено тези по математика.
- Развитието на банковото дело и стимулирането на търговията в италианските градове-републики генерира богатство.
- Козимо де Медичи от Флоренция е първият меценат на изкуствата – частно лице (дотогава това са църквата и държавата).
- Философията на хуманизма разширява връзката на човека с вселената и боговете, тя вече не е изключителен прерогатив на църквата.
- Съживеният интерес към класиката води до първите археологически проучвания на терен – останките на Древен Рим от Филипо Брунелески и Донатело. Възраждането на архитектурния стил по моделите на класическите сгради води до подобна тенденция в изобразителните изкуства и се наблюдава още през 20-те години на XV век в творбите на Мазачо и Паоло Учело.
- Прилагането на маслени бои от белгийските художници Робер Кампен, Ян ван Ейк, Рогир ван дер Вейден и Хуго ван дер Гос се разпространява в Италия към 1475 г. и има траен ефект върху художествените практики.
- Леон Батиста Алберти публикува два влиятелни трактата: „De pictura“„Три книги за живописта“ през 1435 и De re aedificatoria („Десет книги за строителството“) през 1452.

Случайно или не, в района на Флоренция в началото на XV век се появяват плеяда ярки творци: Мазачо, Брунелески, Лоренцо Гиберти, Пиеро дела Франческа, Донатело и Микелоцо, върху чието наследство израстват великите майстори на Зрелия ренесанс. Подобна приемственост в артистичното наследство се наблюдава и във Венеция чрез семейство Якопо Белини, техния влиятелен родственик Андреа Мантеня, Джорджоне, Тициан и Тинторето.

## Периоди и страни

### Предренесанс в Италия, 1280 – 1400
В края на XIII и началото на XIV век в Италия се наблюдават отчетливи класически тенденции, например в творбите от Лукано-пизанската школа. Най-известни са скулптурите на Николо Пизано и сина му Джовани Пизано, работили в Пиза, Сиена и Пистоя. Те вероятно се дължат на изучаването на древноримските саркофази. Техни шедьоври са амвоните на баптистерия и на катедралата в Пиза.
Съвременник на Джовани Пизано, флорентинският художник Джото изгражда маниер на фигуративно рисуване, което в сравнение със стила на съвременните му художници и на учителя му Чимабуе е натуралистично, триизмерно, хората изглеждат като живи и притежава класически черти. Цикълът фрески Животът на Христос в капела Арена (капела Скровени) в Падуа е ключова творба на Джото, която Джорджо Вазари разглежда като „спасяване и възвръщане на изкуството“ от „грубия, традиционен, византийски стил“ на XIII век. Това е един от първите случаи, когато новозабогатял човек (лихварят Енрико Скровени) поръчва произведение на изкуството като вид изкупление:с. 104

### Ранно ренесансово изкуство в Италия, 1400 – 1495
Макар че и художниците Пизано, и Джото имат ученици и последователи, първите наистина ренесансови творци се появяват във Флорентинската република към 1401 г., когато е обявен конкурс за украсата на двойните бронзови врати на баптистерия при Флорентинската катедрала. Този баптистерий е от особено значение за Ренесанса, тъй като в него се избистрят принципите на флорентинската архитектура. Участват седем млади скулптори, сред които Брунелески, Донатело и Лоренцо Гиберти. Печели Гиберти и изработва северните врати (доста по-късно прави и източните Врати на Рая). Брунелески става по-известен като архитект, особено с изграждането на купола на Флорентинската катедрала и реконструкцията на църквата Сан Лоренцо. Той създава и голям брой скулптури, включително разпятие в естествен ръст в Санта Мария Новела, прочуто със своя реализъм. Смята се, че неговите изследвания на перспективата са повлияли върху художника Мазачо. Донатело е известен като най-забележителния скулптор от Ранния ренесанс, като шедьоврите му са бронзовата скулптура на Давид с необичайно еротични характеристики и голямата бронзова конна статуя на Гатамелата, първата подобна скулптура след Древен Рим.
Мазачо е съвременник на Донатело и следва тенденцията за реалистично изобразяване на лица и жестове, започната от Джото, но с много по-широко използване на перспективата, анатомията и законите на светлината. В периода 1425 – 1428, Мазачо рисува религиозни сюжети върху панели от дърво, но е най-известен с фреските в капелата Бранкачи, изпълнени съвместно с учителя си Мазолино да Паникале и които силно повлияват по-късните поколения художници. Постиженията на Мазачо са развити по-нататък от Фра Анджелико, най-забележимо във фреските на манастира Сан Марко във Флоренция (днес Национален музей Сан Марко).
Флорентинските художници от XV век обръщат особено внимание на перспективата и светлината в произведенията си. Паоло Учело е обсебен от перспективата и според Вазари „би стоял буден цяла нощ в опити да определи точната точка на изчезване“. Той използва перспективата, за да създаде усещане за дълбочина в картините си, а не както съвременниците си, за да разкаже различни или свързани истории. Най-известните му картини са трите, представящи битката за Сан Романо (дълго време те погрешно са именувани Битка за Сан Еджидио) завършени към 1460. Пиеро дела Франческа изучава систематично и с научен подход перспективата и светлината, като резултатите са видни в цикъла фрески „Легендата за Светия кръст" в църквата „Сан Франческо", Арецо.
В Неапол художникът Антонело да Месина започва да използва маслени бои за изработка на портрети и религиозни сюжети преди всички останали италиански художници, вероятно около 1450. Той пренася тази техника на север към художниците от Венецианската школа. Сред тях е Андреа Мантеня, един от най-значителните художници в Северна Италия, който прави фресковата декорация на Камера дели Спози (Залата на младоженците) в замъка „Сан Джорджо“ (част от Херцогския дворец в Мантуа), като изобразява портрети на семейството и двора, които не са просто залепени за стената, а създават илюзия за реалистичност и пространство, все едно стената е изчезнала.
Краят на Ранния ренесанс в Италия е отбелязан, както и началото, с поръчка, привлякла множество художници, но този път те си сътрудничат. Папа Сикст IV поръчва възстановяване на старата Капела Магна във Ватикана. По негово поръчение между 1481 и 1482 г. флорентински и умбрийски художници рисуват по стените фрески със сцени от живота на Мойсей и Христос. Тук работят Микеланджело, Сандро Ботичели, Пиетро Перуджино, Пинтурикио, Доменико Гирландайо и други. На 16 големи картини художниците работят всеки с индивидуалния си стил, но с обща концепция за формата и техниките на осветление, линейна и пространствена перспектива, анатомия. Таванът с площ 1100 m2 е изрисуван от Микеланджело по-късно, между 1508 и 1512 г. по поръчение на папа Юлий II и заедно със сцената Страшният съд (между 1535 и 1541 г.) се смята за връх в творчеството на Микеланджело.

### Ранно ренесансово изкуство в Нидерландия, 1425 – 1525
Художниците от историческата област Нидерландия през този период включват Ян ван Ейк, брат му Хуберт ван Ейк, Робърт Кампин, Ханс Мемлинг, Рогир ван дер Вейден и Хуго ван дер Гоес. Тяхната живопис се развива до голяма степен независимо от ранноренесансовата живопис в Италия и без преднамерен и съзнателен стремеж към съживяване на Античността.
Стилът им на рисуване израства директно от средновековната живопис с темпера върху панели и илюстровани ръкописи и други художествени форми като витражи; в Северна Европа стенописът се среща по-рядко. Използват маслени бои, които отдавна се прилагат за боядисване на кожени церемониални щитове и друго снаряжение, тъй като са гъвкави и относително издръжливи. Най-ранните холандски маслени картини са прецизни и детайлни като темперни картини. Материалът позволява изобразяване на тонални вариации и текстуриране, което улеснява детайлното изобразяване на природни картини.
При създаването на картина холандските художници не прилагат линейна перспектива и правилни пропорции. Те поддържат средновековния възглед за йерархична пропорция и религиозна символика, като същевременно прилагат реалистично третиране на материалните елементи, както природни, така и създадени от човека. Ян ван Ейк, с брат си Хуберт, рисуват Гентския олтар. Вероятно Антонело да Месина се е запознал с работата им, докато е бил в Неапол или Сицилия. През 1475 г. олтарът Портинари на Хуго ван дер Гоес пристига във Флоренция, където оказва дълбоко влияние върху много художници, най-вече върху Доменико Гирландайо, който рисува подобен олтар, имитиращ елементите.
Много важен холандски художник към края на периода е Йеронимус Бош, който рисува фантастични форми, съчетаващи растителни и животински форми с архитектурни, които преди това често са се използвали за украса на полетата и отделни букви в ръкописите. Когато са взети извън контекста на религията и са изпълнени с хора, тези форми придават на картините на Бош сюрреалистично качество, което няма паралел в работата на който и да е друг ренесансов художник. Негов шедьовър е триптихът Градината на земните удоволствия.

### Ранно ренесансово изкуство във Франция, 1375 – 1528
Във Франция, включително и в асоциираните херцогства като Бургундското хората на изкуството са често при дворовете на благородниците, като изработват портрети и илюстровани ръкописи по поръчка, както и религиозни сюжети за църкви и олтари. Сред тях най-прочути са братята Лимбург, трима известни брабантски миниатюристи, създали Пребогатият часослов на херцог дьо Бери. Жан Фуке, кралски художник миниатюрист и портретист, посещава Италия през 1437 и се запознава с художници от флорентинската школа като Паоло Учело. Макар да е известен преди всичко с портрети, в това число на френския крал Шарл VII, Фуке създава и илюстровани ръкописи и се смята за създател на портретната миниатюра.
Мнозина художници от периода рисуват прочути църковни олтари, които се отличават по стил от италианските и фламандските. Сред тях са два енигматични фигури: Ангерран Картон (Enguerrand Quarton), автор на Пиета от Вилньов льо Авиньон Pieta of Villeneuve-lès-Avignon, и Жан Хей, известен като „Муленският майстор“ по неговия шедьовър, Муленски триптих на олтара в катедралата в Мулен. Тези творби са направени с реализъм и точно наблюдение на човешката фигура, емоции и осветление, съчетани със средновековна формалност, включително позлатен фон.

### Зрял ренесанс в Италия, 1495 – 1520
Нареченият по-късно „универсален гений“ Леонардо да Винчи усъвършенства по-нататък аспектите на изобразителното изкуство (светлина, линейна и атмосферна перспектива, анатомия и др.) които занимават художниците от Ранния ренесанс, като цял живот изучава и педантично записва наблюденията си. Той възприема маслените бои като основно изразно средство и това му позволява да предаде светлината и нейните ефекти върху обектите и пейзажа много по-естествено и с по-драматичен резултат от предшествениците си. Това личи много ясно в Мона Лиза (1503 – 1506). Леонардо разбира много повече и човешката анатомия вследствие изучаването на трупове чрез дисекция. Това личи много добре от незавършената Свети Йероним (ок. 1480). Леонардо бележи напредък и в религиозната живопис като изобразява човешките емоции в прочутата си фреска Тайната вечеря , 1495 – 1498 г.
По-младият колега на Леонардо Микеланджело поема по съвсем различен път. Той се интересува само от човешкото тяло в картините и скулптурите си. Усъвършенства техниката на изобразяването му още от ранна възраст – на двадесетина години създава огромната мраморна статуя Давид и скулптурната група Пиета в базиликата Св. Петър в Рим. След това започва да изследва експресивните възможности на човешката анатомия. Папа Юлий II го ангажира с украсата на тавана на Сикстинската капела и в резултат се получава шедьовър на фигуралната композиция, който оказва силно влияние върху всички следващи поколения европейски художници. По-късната му творба, Страшният съд върху олтарната стена на Сикстинската капела, рисувана между 1534 и 1541, демонстрира известен маниеризъм (наричан също къснорнесансов стил) който идва на мястото на стила от Зрелия ренесанс между 1520 и 1530.
Третият голям художник на Зрелия ренесанс е по-младият Рафаел, който за краткия си живот рисува голям брой правдоподобни портрети, сред които портретите на папа Юлий II и наследилия го Лъв X, както и множество сюжети с Мадоната с младенеца, сред които се откроява Сикстинската мадона. Неговата смърт на тридесет и седем години през 1520 г. се счита от много изкуствоведи за край на Зрелия ренесанс, макар и някои художници да продължават да работят в този стил много години по-късно.
В Северна Италия представителите на Зрелия ренесанс са предимно художници от Венецианската школа, например по-късните работи на Джовани Белини, особено религиозните му картини – големи олтарни творби от типа „Светото събеседване (Sacred Conversation)“, изобразяваща група светци около Мадоната на трон. Съвременникът му Джорджоне, който умира млад, на 32 години, оставя неголям брой енигматчни творби като Бурята, чийто сюжет поражда множество спекулации. Най-ранните творби на Тициан датират от периода на Зрелия ренесанс, включително олтарната картина Възнесение на Дева Мария в която човешката драма и действие са съчетани с живи цветове и атмосфера. Тициан продължава да рисува в този стил приблизително до края на кариерата си през 70-те години на XVI век, макар че работи все повече с цвят и светлина, отколкото с линии, за да очертае фигурите.

### Немско ренесансово изкуство
Ренесансовото изкуство в Германия е част от по-широкия термин Северен ренесанс. В германското изкуство се появяват известни ренесансови черти през XV век, но това са изолирани случаи. Хелън Гарднър посочва художника и скулптор от Тирол Михаел Пахер Michael Pacher като първия, чиито творби започват да показват влиянието на Италианския ренесанс. Според нея картината на Пахер St. Wolfgang Forces the Devil to Hold His Prayerbook (ок. 1481), е в късноготически стил, но има и влияние от страна на Мантеня.
През XVI век ренесансовите тенденции в Германия стават по-изразени, като според Гарднър „изкуството в Северна Европа през XVI век се характеризира с внезапно осъзнаване на напредъка, постигнат в Италия и с желание да се възприеме този нов стил възможно най-бързо.“ Едно от най-известните имена на германското ренесансово изкуство е Албрехт Дюрер (1471 – 1528), чието възхищение от класическите идеи го отвежда в Италия да учи изящни изкуства. Приносът му в пренасянето на италианските стилове и идеи в Германия се признава от изкуствоведите. Ръсел нарича това „отваряне на готическите прозорци на германското изкуство“ докато Гарднър го нарича „мисията на живота“ на Дюрер. Тя допълва, че Дюрер е „първият северен художник, който разбира напълно основните цели на южния Ренесанс“, макар че неговият стил не винаги отразява това. Ханс Холбайн Младия (1497 – 1543) успешно усвоява италианските идеи, като в същото време запазва „северните традиции на строг реализъм.“ Това контрастира с Дюреровата тенденция да работи в „свой собствен германски стил“ вместо да комбинира германския и италианския стил. Други забележителни творци на Немския ренесанс са Матиас Грюневалд (Matthias Grünewald), Албрехт Алтдорфер (Albrecht Altdorfer) и Лукас Кранах Стари.
Майсторите занаятчии като гравьорите обръщат повече внимание на естетиката, когато усъвършенстват своето изкуство. Такъв германски майстор е Мартин Шонгауер, който изработва метални гравюри в края на XV век. Гарднър отдава напредъка в графичните изкуства на успехите в книгопечатането, зародило се в Германия, тъй като металните гравюри започват да изместват дървените блокчета при печатането на илюстрациите.  Въпреки това някои художници, например Дюрер, продължават да резбоват дърво. Ръсел окачествява дървените му гравюри като „издигнати в изкуство“

### Англия
Великобритания доста по-късно развива свой собствен ренесансов стил и художниците при Тюдорите са чужденци, предимно от Нидерландия. Един от тях е Ханс Холбайн Млади, който умира в Англия. Едно изключение от това правило е развитието на портретната миниатюра от художници като Никлъс Хилиард, който я развива в отличителен жанр доста преди това да стане в останалите европейски страни. В Шотландия ренесансовото изкуство е дело също предимно на чужденци при кралския двор.

## Теми и символизъм
Сюжетите на ренесансовите художници са преди всичко религиозни, включително олтарни изображения, фрески, сред които цикъл от свързани сюжети, както и по-малки по размер творби за частна употреба. За вдъхновение те се обръщат често към популярния за времето си ръкопис на Яков Ворагински Златната легенда (1260), описващ живота на светците. Този ръкопис е много разпространен както в Италия, така и в Северна Европа по време на Късното средновековие, а и след това. Възроденият интерес към Античността и проникването на хуманизма водят до интерес към митологични и исторически сюжети. Много са популярни трудовете на Овидий. Декоративните архитектурни орнаменти, често фигуриращи в картините, са особено силно повлияни от класическата римска архитектура.
Въпреки библейските сюжети все повече художниците се стараят да предадат чертите на живите земни хора с техните чувства и преживявания, като първи Андреа дел Кастаньо изпълва религиозните си картини с образите на тоскански селяни. Той създава и серия от портрети на „Знаменити мъже и жени“ по стените на вила Пандолфина.:с. 143 – 4

## Техники
- Използване на пропорцията и перспективата за създаване на илюзия за дълбочина[16]. Първото третиране а картината като поглед в пространството се наблюдава в творбите на Джото в началото на XIV век. Истинската линейна перспектива е приложена по-късно от Брунелески и Леон Батиста Алберти. Освен че представя картините по-реалистично, прилагането на перспективата мотивира художниците да изследват композицията.
- Сфумато – тази техника е създадена от Леонардо да Винчи и се получава с наслоявания на полупрозрачни пластове велатурен лак, като се разместват контурите на всеки следващ слой. Това придава на картината особена, замъглена въздушна перспектива и по-голяма дълбочина на фона
- Светлосянка – (chiaroscuro) използва контраста между светли и тъмни зони за създаване на илюзия за дълбочина. Макар и позната преди това, ренесансовите художници си служат целенасочено с нея. Джото е един от първите, а Леонардо да Винчи е посветил голяма част от времето си на нейното изучаване.